# Каламбака

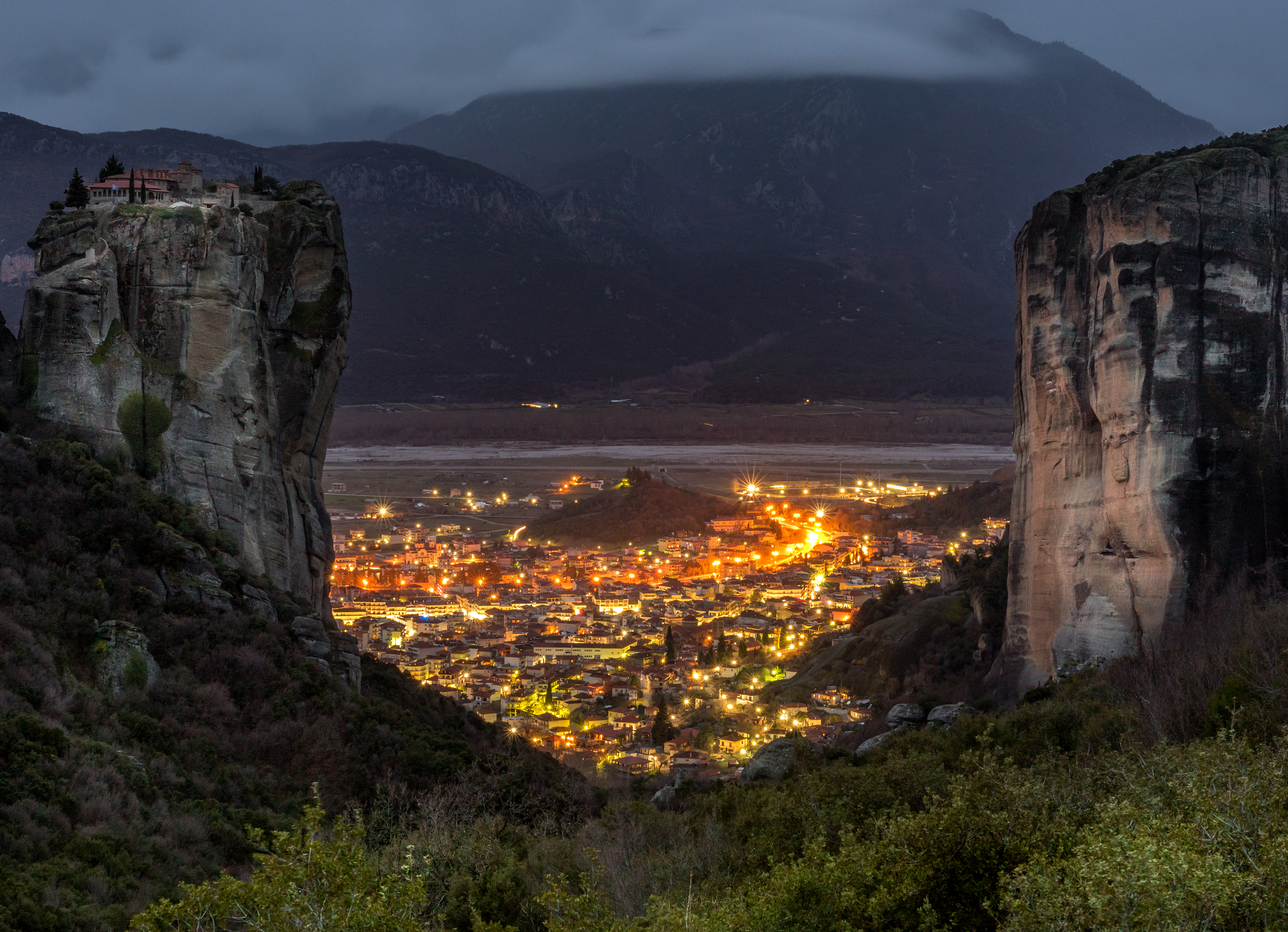
Каламбака з Метеора

Каламбака (грец. Καλαμπάκα) — муніципалітет і містечко в грецькому номі Трикала, периферія Фессалія, за 21 км на північний захід від міста Трикала. На території муніципалітету розташовані знамениті монастирі Метеора.

## Монастирі Метеори

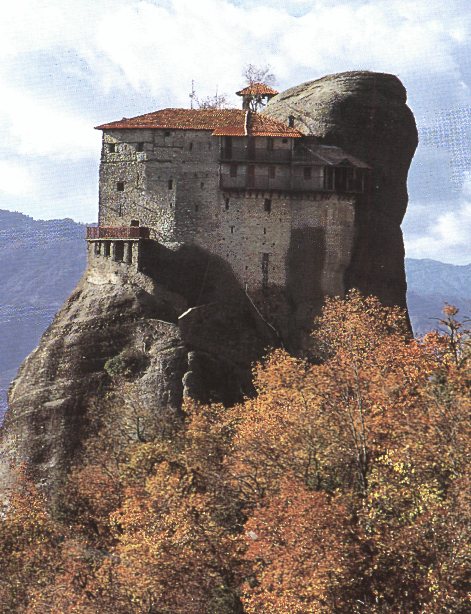
Монастир Святого Миколая Анапавсаса
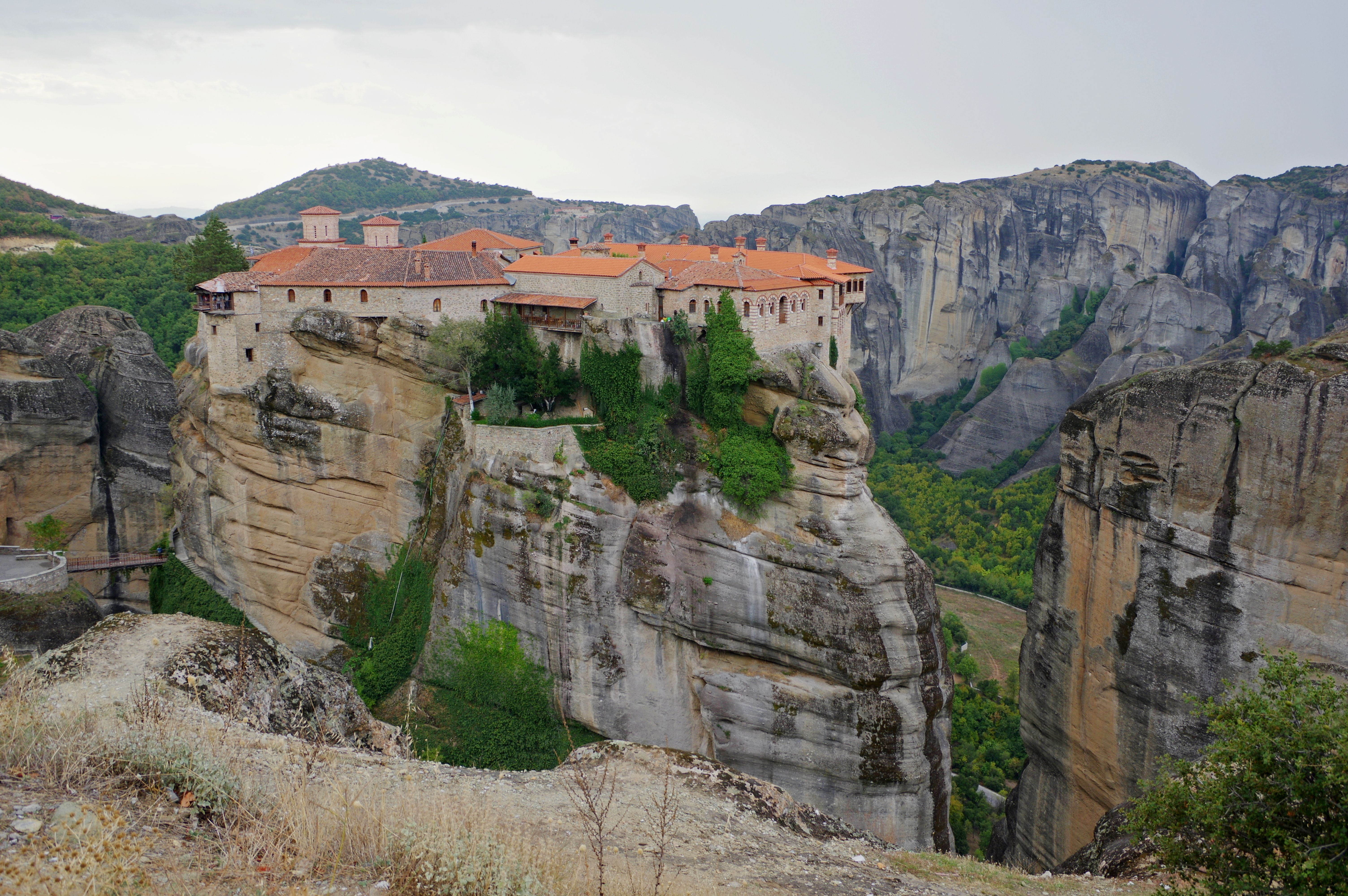
Монастир Святого Варлаама
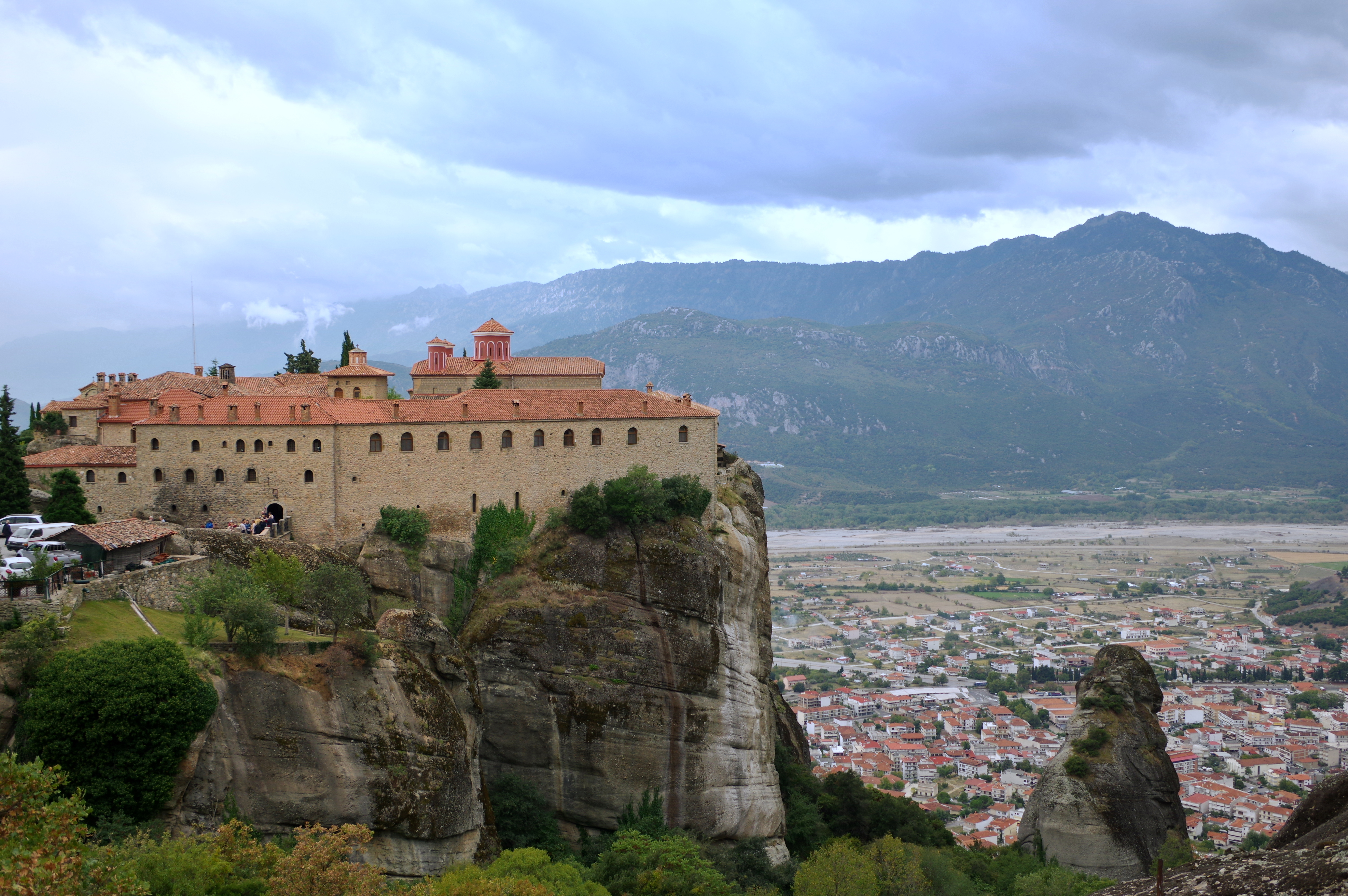
Монастир Святого Стефана
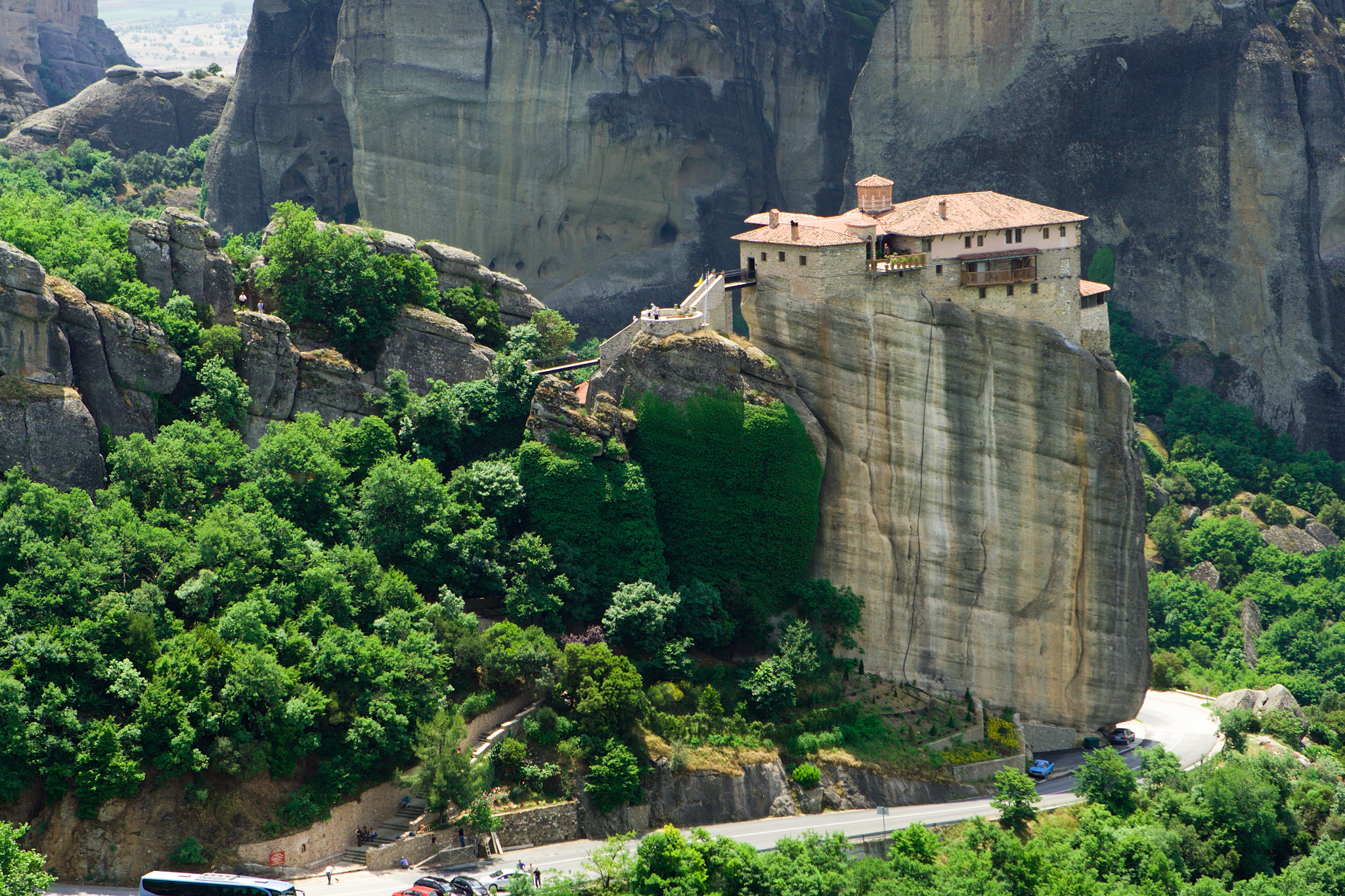
Монастир Русану
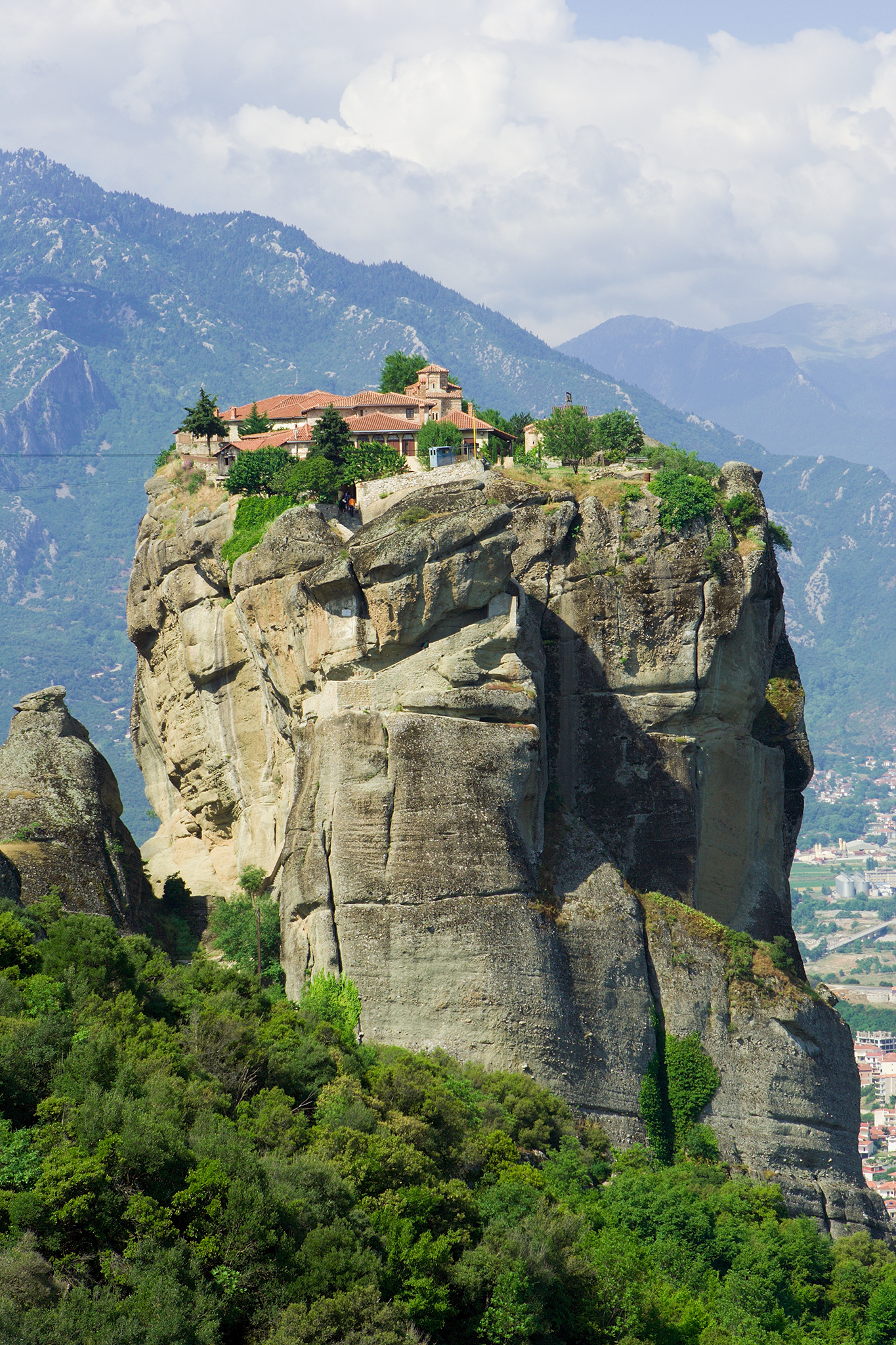
Монастир Святої Трійці
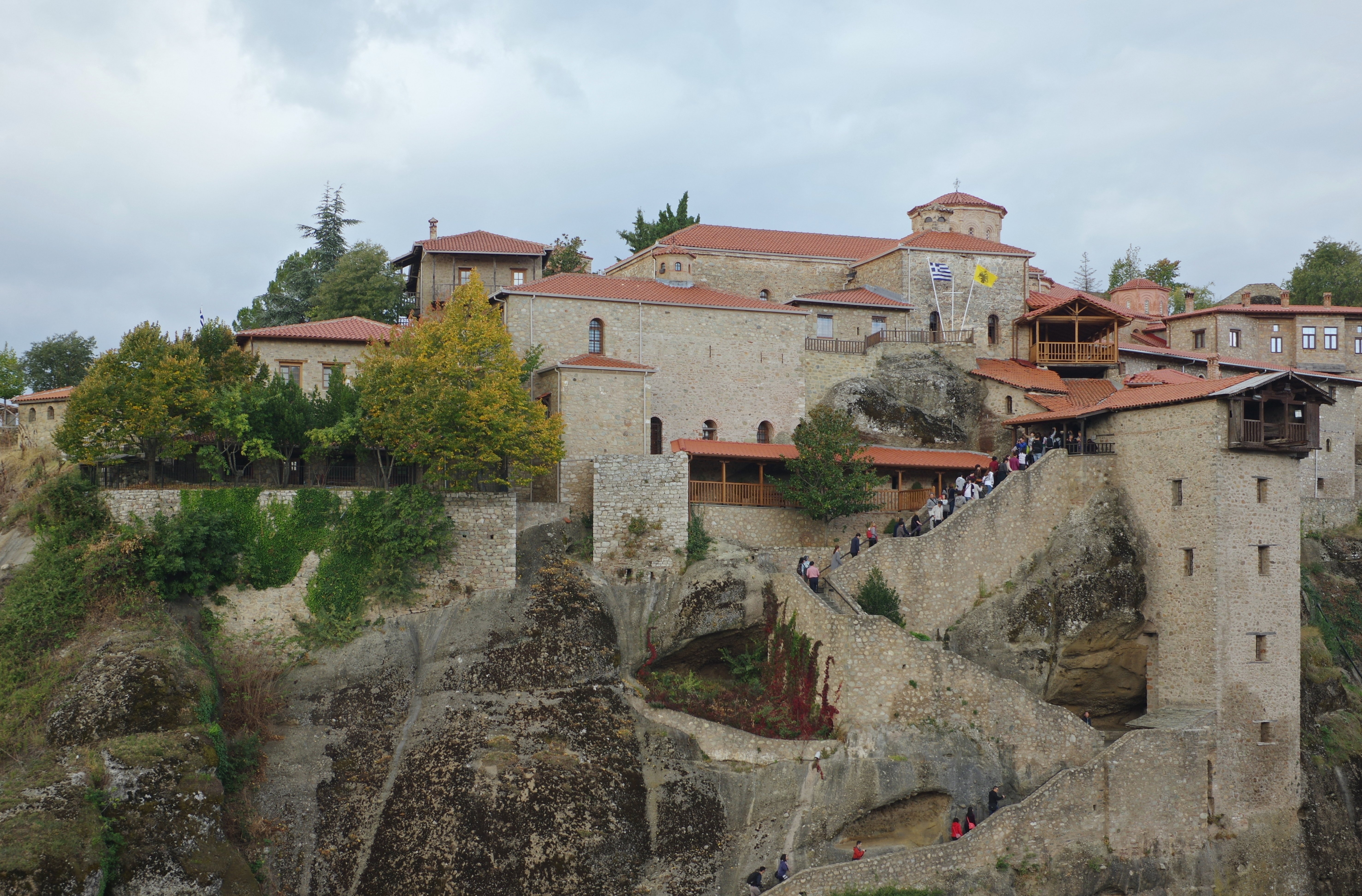
Мегала Метеора

## Міста-побратими
- Швабах.